# 呉服町 (豊橋市)
呉服町（ごふくまち）は、愛知県豊橋市の地名。

## 地理
豊橋市中央部に位置する。東は曲尺手町、西は札木町、南は大手町・新吉町、北は八町通3丁目に接する。

### 施設
- 豊川堂本店
- 絹与

- 豊川堂本店
- 絹与

## 歴史

### 人口の変遷
国勢調査による人口および世帯数の推移。
| 1995年（平成7年）  | 59世帯 201人 |  |
| 2000年（平成12年） | 62世帯 184人 |  |
| 2005年（平成17年） | 60世帯 161人 |  |
| 2010年（平成22年） | 59世帯 154人 |  |
| 2015年（平成27年） | 56世帯 138人 |  |

### 沿革
- 江戸時代 - 吉田城下二十四町のひとつとして所在[2]。
- 明治初年 - 豊橋呉服町となる[2]。
- 1884年（明治17年） - 渥美郡第三組戸長役場が設置される[2]。
- 1889年（明治22年） - 豊橋町呉服町となる[2]。
- 1906年（明治39年） - 豊橋市呉服町となる[2]。
- 1958年（昭和33年） - 吉屋町・曲尺手町の各一部を編入し、一部が八町通・曲尺手町・新吉町・大手町に編入される[2]。

## 出身人物
- 中村直吉（当時は吉田呉服町）[3]
- 林織江（当時は吉田呉服町）[4]

### WEB
1. ↑  “愛知県豊橋市の町丁・字一覧”.   人口統計ラボ. 2023年4月13日閲覧。
2. ↑  総務省統計局 (2017年1月27日). “平成27年国勢調査の調査結果(e-Stat) - 男女別人口及び世帯数 －町丁・字等” (CSV). 2021年7月21日閲覧。
3. ↑  “愛知県豊橋市の郵便番号一覧”.   日本郵便. 2023年4月13日閲覧。
4. ↑  “市外局番の一覧” (PDF).   総務省 (2022年3月1日). 2022年3月22日閲覧。
5. ↑  総務省統計局 (2014年3月28日). “平成7年国勢調査の調査結果(e-Stat) - 男女別人口及び世帯数 －町丁・字等” (CSV). 2021年7月20日閲覧。
6. ↑  総務省統計局 (2014年5月30日). “平成12年国勢調査の調査結果(e-Stat) - 男女別人口及び世帯数 －町丁・字等” (CSV). 2021年7月20日閲覧。
7. ↑  総務省統計局 (2014年6月27日). “平成17年国勢調査の調査結果(e-Stat) - 男女別人口及び世帯数 －町丁・字等” (CSV). 2021年7月21日閲覧。
8. ↑  総務省統計局 (2012年1月20日). “平成22年国勢調査の調査結果(e-Stat) - 男女別人口及び世帯数 －町丁・字等” (CSV). 2021年7月21日閲覧。
9. ↑  総務省統計局 (2017年1月27日). “平成27年国勢調査の調査結果(e-Stat) - 男女別人口及び世帯数 －町丁・字等” (CSV). 2021年7月21日閲覧。

### 書籍
1. 1 2  「角川日本地名大辞典」編纂委員会 1989, p. 1787.
2. 1 2 3 4 5 6  「角川日本地名大辞典」編纂委員会 1989, p. 568.
3. ↑  郷土豊橋を築いた先覚者たち編集委員会 1986, p. 292.
4. ↑  郷土豊橋を築いた先覚者たち編集委員会 1986, p. 224.